# Tomasz Zagórski
Tomasz Marian Zagórski (ur. 6 sierpnia 1963 w Poznaniu, zm. 9 maja 2021) – polski śpiewak operowy (tenor), wykładowca Akademii Muzycznej im. Ignacego Jana Paderewskiego w Poznaniu.
Przez dwanaście lat występował w chórze Poznańskie Słowiki. W latach 80. XX wieku studiował w Akademii Muzycznej w Poznaniu, gdzie w 1988 roku uzyskał tytuł magistra sztuki. Stopień doktora uzyskał w 2010 roku w Akademii Muzycznej w Bydgoszczy, a w 2015 roku habilitował się w Akademii Muzycznej w Łodzi. W 2020 roku został profesorem sztuki.
W 1986 zadebiutował w Teatrze Wielkim im. Stanisława Moniuszki w Poznaniu rolą Damazego w Strasznym dworze. Występował w wielu polskich teatrach muzycznych i operach do 1995 roku. Później występował w Niemczech i innych krajach europejskich.
Od 2009 roku pracował w Akademii Muzycznej w Poznaniu jako wykładowca śpiewu solowego (prowadził własną klasę) oraz niemieckiej liryki wokalnej.
W 2011 roku zorganizował pierwszy Międzynarodowy Festiwal Muzyczny Nadnoteckie Bel Canto.

## Nagrody i odznaczenia[5]
- Zasłużony dla Kultury Polskiej,
- Medal Brązowy za Długoletnią Służbę,
- Odznaka Honorowa za Zasługi dla Ochrony Środowiska i Gospodarki Wodnej,
- Srebrny Krzyż Zasługi.